# كأس سلوفاكيا 2003–04
كأس سلوفاكيا 2003–04 هو موسم من كأس سلوفاكيا. كان عدد الأندية المشاركة فيه 30، وفاز فيه نادي بيترزالكا.